# Hans Werner (Regisseur)
Hans Werner (* 11. Mai 1950 in Weimar) ist ein deutscher Filmregisseur.

## Leben
Nach einem Volontariat beim Deutschen Fernsehfunk studierte er an der Hochschule für Film und Fernsehen der DDR (heute: „Filmuniversität Babelsberg KONRAD WOLF“) Regie.
Im Jahr 1977 drehte er seinen ersten Film für das Fernsehen „Das Herz der Dinge.“ Der erste Film in der DDR in dem es um eine „Grüne“ Thematik ging; ein Einfamilienhaus, welches wegen einer Tagebauerweiterung abgerissen wird. Er führte bei über 70 Filmen und ca. 190 Folgen verschiedener Serien und Sendereihen Regie und ist damit der deutsche Regisseur mit den meisten Fiktion-Produktionen. Bei ca. 30 Filmen war er auch Autor.
Zu den herausragendsten Filmen gehört der 1978 erschienene Film „Über sieben Brücken mußt du geh'n“, aus welchem der gleichnamige Kultsong der Gruppe Karat hervorging. 2022 erschien zudem eine Dokumentation zu Lied und Film.
Im Jahr 2011 rekonstruierte Werner den zu DDR-Zeiten verbotenen und später als verschollen gegoltenen „Polizeiruf 110: Im Alter von ...“.

## Filmografie (Auswahl)
- 1976: Daniel Druskat (Regie-Assistenz)
- 1978: Über sieben Brücken mußt du geh'n (Fernsehfilm)
- 1978: Des kleinen Lokführers große Fahrt (Kinderfilm)
- 1979: Polizeiruf 110: Am Abgrund (Fernsehreihe)
- 1981: Schwarzes Gold (Fernsehfilm)
- 1983: Der Staatsanwalt hat das Wort: Ein gefährlicher Fund (Fernsehreihe)
- 1983: Plauener Spitzen (Fernsehfilm)
- 1984: Polizeiruf 110: Das vergessene Labor
- 1984: Das Graupenschloß (Fernsehfilm)
- 1986: Offiziere, Fernsehfilm
- 1989: Polizeiruf 110: Unsichtbare Fährten
- 1990: Mein Bruder der Clown (Fernsehfilm)
- 1990: Rückkehr ins Leben (Fernsehfilm)
- 1995: Tatort: Bomben für Ehrlicher (Fernsehreihe)
- 1995–2004: Kommissar Rex (Fernsehserie)
- 1996: Tatort: Bei Auftritt Mord
- 1996: Tatort: Wer nicht schweigt, muß sterben
- 1997: Stockinger (Fernsehserie)
- 1998: Der Handymörder (Fernsehfilm)
- 2000: Die Wüstenrose (Fernsehfilm in zwei Teilen)
- 2001: Amokfahrt zum Pazifik (Fernsehfilm)
- 2002: Polizeiruf 110: Angst um Tessa Bülow
- 2004: Polizeiruf 110: Rosentod
- 2004: Stubbe – Von Fall zu Fall: Tödliches Schweigen
- 2006: Familie Dr. Kleist (Fernsehserie)
- 2006: Polizeiruf 110: Tod im Ballhaus
- 2006–2013: Der Landarzt (Fernsehserie, diverse Folgen und Spezials)
- 2008–2011: Mord in bester Gesellschaft (Krimireihe)
  - 2008: Die Nächte des Herrn Senator (Folge 3)
  - 2010: Das eitle Gesicht des Todes (Folge 5)
  - 2010: Alles Böse zum Hochzeitstag (Folge 6)
  - 2011: Das Ende vom Lied (Folge 8)
- 2010: Polizeiruf 110: Blutiges Geld
- 2010: Tatort: Familienbande
- 2011: Polizeiruf 110: Im Alter von …
- 2012–2016: In aller Freundschaft (Fernsehserie, 16 Folgen)
- 2013: Polizeiruf 110: Laufsteg in den Tod